# Меленко-Ґрифінське
Меленко-Ґрифінське (пол. Mielenko Gryfińskie) — село в Польщі, у гміні Ґрифіно Грифінського повіту Західнопоморського воєводства.
Населення — 128 осіб (2011).
У 1975-1998 роках село належало до Щецинського воєводства.

## Демографія
Демографічна структура станом на 31 березня 2011 року:
|          | Загалом | Допрацездатний вік | Працездатний вік | Постпрацездатний вік |
| -------- | ------- | ------------------ | ---------------- | -------------------- |
| Чоловіки | 65      | 12                 | 44               | 9                    |
| Жінки    | 63      | 10                 | 37               | 16                   |
| Разом    | 128     | 22                 | 81               | 25                   |